# Сінт-Генезіус-Роде
Сінт-Генезіус-Роде (нід. Sint-Genesius-Rode, Нідерландською: [sɪnt xeːˌneːzijʏs ˈroːdə] ( прослухати); фр. Rhode-Saint-Genèse, вимовляється: [ʁɔd sɛ̃ ʒənɛːz] ( прослухати)) — комуна в Бельгії, розташована в провінції Фламандський Брабант Фламандського регіону, на півдні від міста Брюсселю, на кордоні Фламандського й Валлонського регіонів. До складу комуни входить лише одне місто Сінт-Генезіус-Роде. Площа 22,75 км². Населення становить 18626 осіб (2021).

## Географія
Більшу частину площі населенного пункту становить ділянка Суаньського лісу.

## Уродженці
- Поль Луак (1888—1953) — бельгійський хокеїст, президент Міжнародної федерації хокею із шайбою в 1922—1947 роках.